# The Law of Love
The Law of Love è un cortometraggio muto del 1915 diretto da J. Farrell MacDonald. Considerato un film perduto, fu interpretato da Madge Kirby e da Charles Hill Mailes.

## Produzione
Il film fu prodotto dalla Biograph Company.

## Distribuzione
Distribuito dalla General Film Company, il film - un cortometraggio in due bobine - uscì nelle sale cinematografiche statunitensi il 10 agosto 1915.
Non si conoscono copie ancora esistenti della pellicola che viene considerata presumibilmente perduta.